# 柴那典
柴 那典（しば とものり、1976年7月19日 - ）は、日本の音楽ジャーナリスト。神奈川県出身。

## 経歴
栄光学園中学校・高等学校から京都大学総合人間学部に進学し、在学中は作曲サークル「吉田音楽製作所」に所属して音楽活動をしていた。1期上の先輩に神前暁がおり、吉田音楽製作所については「同人音楽グループの走りだった」と述懐している。大学卒業後、1999年株式会社ロッキング・オンに入社。『ROCKIN'ON JAPAN』、『BUZZ』、『rockin'on』の編集に携わった。2004年、同社を退社し独立。2014年4月、初の著書『初音ミクはなぜ世界を変えたのか?』が刊行され、同年5月ダイノジの大谷ノブ彦との対談連載「心のベストテン」を開始。2016年11月、『ヒットの崩壊』を上梓。その他、編集／執筆活動のほか、テレビやラジオにも出演している。

## 著書

### 単著
- 『初音ミクはなぜ世界を変えたのか?』（2014年、太田出版）ISBN 978-4-77-831396-8
- 『ヒットの崩壊』（2016年、講談社現代新書）ISBN 978-4-06-288399-3
- 『平成のヒット曲』（2021年、新潮新書）ISBN 978-4-10-610929-4

### 共著
- 『渋谷音楽図鑑』（2017年、太田出版、牧村憲一・藤井丈司との共著） ISBN 978-4-7783-1575-7

## 雑誌
- rockin'on（ロッキング・オン）
- buzz（ロッキング・オン）
- ROCKIN'ON JAPAN（ロッキング・オン）